# Morikava Nacuki
Natsuki Morikawa (Szuita, Oszaka, Japán, 1985. december 30. – ) japán dzsesszénekesnő. 2012–2016 között a Natsuiro zenekar énekese volt.

## Pályakép
Mint szólóénekes 2008-ban dzsesszénekesként mutatkozott be. Ebben az évben jelent meg első stúdióalbuma. Októberben kiadta második albumát, a P-Rhythm-t is. Harmadik albuma a Primavera volt. 2010-2012. között Natsuki a Radio Kansai egy műsorának a vezetője volt.
A Sensation zenekarral vette fel következő lemezét.

## Lemezek
- & Jazz: 2008
- P-Rhythm: 2008
- Primavera: 2009
- Ever: 2013
- J:Sentimental Cover: 2016